# Лімонка
Лімонка — російськомовна газета, офіційний друкований орган Націонал-більшовицької партії. Видається з 1994 року. Головний редактор Едуард Лимонов

## Історія
Свої «фірмові» колонки під назвою  «Лимонка в ...»  Едуард Лимонов публікував з 1993 рік а в газеті «Но́вый взгляд».
Рішенням Хамовницького суду м. Москви від 26 липня 2002 року по позовом Міністерства друку РФ була припинена діяльність газети «Лимонка» через те, що її публікації закликали до захоплення влади, насильницької зміни конституційного ладу і цілісності держави. Мосміськсудом 20 вересня 2002 року дану рішення залишено в силі.
Міністерство друку свій позов обґрунтував зловживанням газетою свободою ЗМІ і порушенням статті 4 закону «Про засоби масової інформації», вказуючи на те, що публікації в «Лимонка» спрямовані на розпалювання соціальної нетерпимості і ворожнечі і містять заклики до насильницького захоплення влади, зміни конституційного ладу, і пропаганду війни.
Уповноважений з прав людини в РФ  О. О. Миронов в своїй доповіді від діяльності ППЧ в РФ за 2002 рік обґрунтував ліквідацію газет «Лимонка» та газети «Русский хозяин» «як ряд кроків щодо припинення пропаганди міжнаціональної ворожнечі». У той час як навіть Міндрук і органи прокуратури не виявили в  матеріали, що розпалюють саме міжнаціональну ворожнечу.
Після своєї ліквідації «Лимонка» стала виходити (з 205 номера) під назвою «Генеральная линия», хоча зберегла логотип «Лимонка» та наскрізну нумерацію.
У зв'язку з закриттям газети «Генеральная линия» в лютому 2006 року виходить під назвою «На краю» (з 292 номера), знову ж таки зберігаючи логотип «Лимонка» та наскрізну нумерацію. Перші сім номерів газети «На краю», випускалися смоленським відділенням НБП як самостійний регіональний друкований орган партії.
Все закриття газети мають нарікання з точки зору російського законодавства ( «Про засоби масової інформації») і дотримання свободи слова і пов'язані з гостротою публікацій і діяльністю  Націонал-більшовицької партії.
319 номер за липень 2007 року вийшов під логотипом «Другая Россия». Починаючи з 320 номера під логотипом «Лимонка» виходить як газета «Трудодни». Починаючи з 327 номера припинила вихід в паперовій версії, але поширюється в мережі у вигляді зверстаних pdf файлів.
Тираж: не обмежений.

## Головні редактори «Лимонки»
- Едуард Лимонов, 1994-1999
- Олексій Волинець, 1999-2007